# Experimenter
Experimenter è un film del 2015 scritto e diretto da Michael Almereyda, che racconta le vicende che portarono al celebre Esperimento di Milgram, il quale dimostrò che chiunque, se sottoposto ad un'autorità che considera indiscutibile, può arrivare a commettere atti di cui non ci si immaginerebbe mai capaci.

## Trama
Nel 1961 lo psicosociologo Stanley Milgram conduce una serie di controversi esperimenti comportamentali all'Università di Yale. Gli esperimenti coinvolgevano gente comune, a cui veniva fatto credere di inviare scosse elettriche ad altre persone, al fine di testare il facile condizionamento dell'essere umano nei confronti dell'autorità.
L'esperimento, portato avanti con la collaborazione di alcuni colleghi, rivela percentuali di sottomissione che sorprendono lo stesso Milgram: infatti, a prescindere dalle condizioni e dal contesto, la maggior parte delle persone selezionate a loro insaputa per il test si piega alle direttive dell'esaminatore, reputandole indiscutibili e motivate dai fini scientifici, il tutto nonostante le suppliche (ovviamente finte) da parte della presunta vittima, la quale arrivava a simulare un infarto nel tentativo di indurre il soggetto esaminato a fermarsi.
Nel mentre, Milgram conosce la sua futura moglie, Sasha, anche se il loro rapporto sarà più volte negli anni messo a dura prova, soprattutto a causa delle reazioni che le pubblicazioni di Stanley suscitano nell'opinione pubblica e nella comunità accademica. Infatti, nonostante le prove inconfutabili portate dai suoi esperimenti, tanto il pubblico quanto gli scienziati rifiutano di riconoscere come vera la teoria del condizionamento, il primo per non vedersi costretto a riconoscersi come una massa ubbidiente nelle mani di un'autorità che può manovrarne i pensieri a piacimento, i secondi perché nei risultati dell'esperimento vi sarebbe una sorta di "giustificazione" nei confronti dei responsabili indiretti di alcuni tra i più efferati crimini della storia, a cominciare dall'Olocausto.
A causa di ciò, la carriera di Stanley non prenderà mai definitivamente il volo, il tutto nonostante gli ottimi risultati condotti in una serie di altri esperimenti sociologici volti ad approfondire ulteriormente il comportamento del singolo all'interno del proprio contesto abituale, tanto che la maggior parte delle sue teorie verranno comprese e finalmente riconosciute solo dopo la sua morte, avvenuta a New York a soli 51 anni (dovuta, per un curioso scherzo del destino, ad un infarto).

## Distribuzione
Il film è stato presentato al Sundance Film Festival 2015 il 25 gennaio.

## Riconoscimenti
- 2015 - Gotham Award[2]
  - Candidatura a Miglior attore (Peter Sarsgaard)
- 2015 - Los Angeles Film Festival
  - Alfred P. Sloan Distribution Grant